# Lucio Lemmo
Lucio Lemmo (ur. 23 maja 1946 w Neapolu) – włoski duchowny katolicki, biskup pomocniczy Neapolu w latach 2010–2021.

## Życiorys

### Prezbiterat
Święcenia kapłańskie otrzymał 18 lipca 1973 i został inkardynowany do archidiecezji Neapolu. Pracował głównie jako duszpasterz parafialny, zaś w latach 1983–1995 kierował częścią filozoficzną neapolskiego seminarium.

### Episkopat
9 stycznia 2010 papież Benedykt XVI mianował go biskupem pomocniczym archidiecezji Neapolu, ze stolicą tytularną Turres Ammeniae. Sakry biskupiej udzielił mu 11 lutego 2010 arcybiskup Neapolu - kard. Crescenzio Sepe.
27 września 2021 papież Franciszek przyjął jego rezygnację z pełnionej funkcji.